# Jallabärfis
Jallabärfis (Jalla dumosa) är en insektsart som först beskrevs av Carl von Linné 1758.  Jallabärfis ingår i släktet Jalla, och familjen bärfisar. Arten är reproducerande i Sverige.

## Bildgalleri

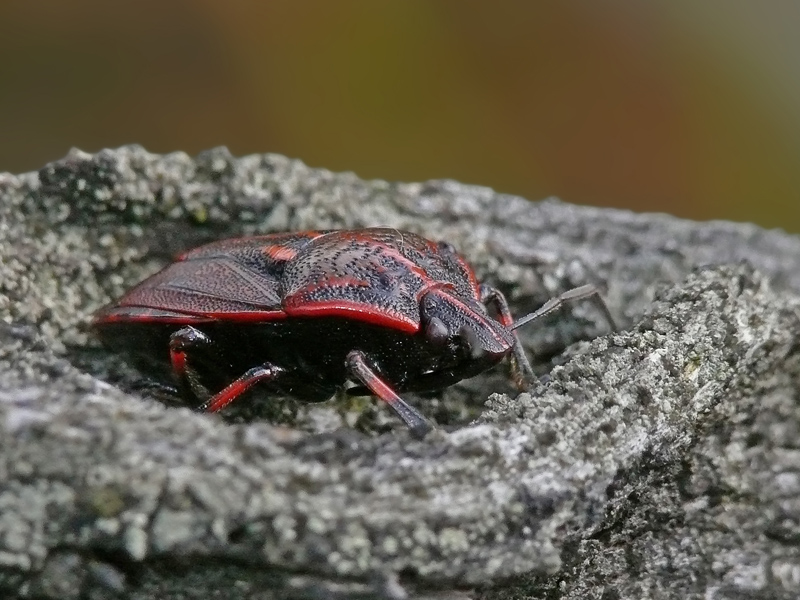